# Batatinha (compositor)
Oscar da Penha (Salvador, 5 de agosto de 1924 — Salvador, 3 de janeiro de 1997), mais conhecido como Batatinha, foi um compositor e cantor brasileiro,  considerado um dos maiores nomes do samba da Bahia. 

## Biografia
Começou a trabalhar cedo, aos 10 anos, como marceneiro em Salvador, sua cidade. Passou a compor e a cantar depois de ouvir pela primeira vez um samba do compositor carioca Vassourinha.
Em meados da década de 1940, trabalhou como office-boy do Diário de Notícias, órgão dos Diários Associados, emprego obtido por indicação de Antônio Maria, que, na época, dirigia os DA em Salvador. Gravou suas primeiras composições na Rádio Sociedade da Bahia. Nessa época, Batatinha procurou Antônio Maria e apresentou-lhe seu primeiro samba, intitulado "Inventor do trabalho". Conhecido como "Vassourinha", devido à influência do sambista carioca, Batatinha dizia  a todos que suas canções eram feitas por outros compositores, na esperança de que o seu trabalho fosse mais valorizado. A artimanha acabou não dando muito certo, mas foi suficiente para encantar Antônio Maria, que lhe deu o apelido que acabaria o acompanhando pelo resto de sua carreira – “Batata”, que, na gíria da época, significava gente boa.
Estudou música com o maestro Santo Amaro de 1946 a 1947, mas gostava de batucar em caixa de fósforos, que usava também para compor.
Foi preciso que o sambista Jamelão gravasse uma de suas canções, "Jajá da Gamboa", em 1960, para que o trabalho de Batatinha começasse a ser ouvido com mais atenção. Uma jovem cantora, ex-meia esquerda do time de Santo Amaro, chamada Maria Bethânia, tornou-se uma de suas primeiras fãs e incluiu algumas canções do compositor  em seu show de estreia em Salvador, em 1961. Bethânia acabou sendo a grande intérprete de sua obra: gravou “Diplomacia” (de Batatinha e J. Luna, incluída no repertório do lendário show Opinião, em 1965), “Só Eu Sei” (também com J. Luna), “Toalha da Saudade”, “Imitação” e “Hora da Razão”, sendo que as duas últimas foram incluídas em outro grande espetáculo da cantora, Rosa dos Ventos, de 1971. 
Pai de nove filhos, Batatinha trabalhava de dia como funcionário público na Imprensa Oficial da Bahia e, à noite, como tipógrafo no Diário de Notícias. Cercado de admiradores, foi amigo de Paulinho da Viola, para quem compôs “Ministro do Samba”, em 1973. 
Em 1996, os compositores baianos Paquito e J. Velloso (sobrinho de Caetano e Bethânia), depois de longos encontros com o sambista, começaram a organizar um disco em sua homenagem, o qual acabou sendo lançado somente um ano depois de sua morte, em 1997. Batizado de Diplomacia, o CD reuniu 17 canções interpretadas pelo compositor e convidados, como Gilberto Gil, Chico Buarque, Caetano Veloso e Maria Bethânia.
Aposentou-se pelo Diário de Notícias e morreu aos 72 anos, após gravar o último disco. O compositor e amigo Riachão, assim o definiu: "Uma cabeça cheia de cabelos brancos; cada fio uma nota musical".
A casa em que morou, na Ladeira dos Aflitos, em Salvador, foi transformada em um centro cultural que tem o seu nome.

## Discografia
- 1969 - Batatinha & Companhia Ilimitada
- 1973 - Samba da Bahia - Riachão, Batatinha e Panela
- 1976 - Toalha da Saudade
- 1993 - Batatinha, 50 anos de samba
- 1998 - Diplomacia - Antologia de um Sambista

## Filmografia
- Samba não se aprende no colégio, de Tuna Espinheira

### Documentários
- "Batatinha, poeta do samba", direção Marcelo Rabelo (2007)
- “Batatinha e o Samba Oculto da Bahia”, direção Pedro Abib (2007, 48 min)[3]